# Петров, Борис Александрович (кинооператор)
Бори́с Алекса́ндрович Петро́в (1 августа 1903, Москва — 3 июня 1973) — советский оператор игрового и неигрового кино. Лауреат Сталинской премии первой степени (1951).

## Биография
Родился в Москве. В период с 1918 года по 1927 работал механиком, слесарем, служил в Красной армии. C 1927 по 1929 год был помощником оператора, оператором. В 1929—1931 годах снимал кинохронику в Монголии. С 1931 года работал помощником оператора на Московской объединённой кинофабрике «Союзкино» («Мосфильм» — с 1935 года) на картине «Властелин мира» (1932) и других. Занимался освоением съёмок по трёхцветному методу П. Мершина.
Осенью 1941 года вместе с коллективом «Мосфильма» уехал в эвакуацию в Алма-Ату, где работал на Центральной объединённой киностудии. В 1944—1948 годах работал на «Воентехфильме», затем вновь на «Мосфильме».
Член ВКП(б) с 1927 года.
Скончался 3 июня 1973 года.

## Фильмография
- 1936 — Девушка с Камчатки (совместно с В. Серебряковым)
- 1936 — Заключённые (совместно с М. Гиндиным)
- 1936 — Цирк (совместно с В. Нильсеном)
- 1937 — Наш цирк (короткометражный)
- 1938 — Волга-Волга (совместно с В. Нильсеном)[комм. 1]
- 1938 — Физкультурный парад (в соавторстве)[5]
- 1940 — Светлый путь
- 1941 — Боевой киносборник № 4 (кадры конферанса)
- 1942 — Антоша Рыбкин
- 1947 — Миклухо-Маклай
- 1950 — Новый Шанхай
- 1950 — Освобождённый Китай
- 1950 — Советская Чувашия
- 1951 — Песни молодости (в соавторстве)
- 1952 — На дне (совместно с В. Захаровым)
- 1953 — Завтрак у предводителя (фильм-спектакль)
- 1956 — Пролог (совместно с В. Павловым)

## Награды и премии
- орден «Знак Почёта» (14 апреля 1944)[6]
- Сталинская премия первой степени (1951) — за съёмки фильма «Освобождённый Китай» (1950)[2]

## Комментарии
1. ↑  Изначально будучи ассистентом В. Нильсена, Б. Петров доснимал картину после ареста последнего в октябре 1937 года[4].